# Stanton (Dakota Północna)
Stanton – miasto w Stanach Zjednoczonych, w stanie Dakota Północna, siedziba administracyjna hrabstwa Mercer.